# Mt.Gox
Mt.Gox – kryptogiełda Bitcoin, obsługująca większość transakcji tą kryptowalutą.
Mt.Gox założono w 2009 roku jako stronę do wymiany kart Magic: The Gathering (nazwa „Mt.Gox” pochodzi od pierwszych liter słów: „Magic: The Gathering Online eXchange”). W 2010 roku giełda zmieniła specjalizację na Bitcoin i szybko stała się głównym graczem na tym rynku.
W lutym 2014 Mt.Gox zawiesiła trakcje a następnie w tym samym miesiącu strona giełdy zniknęła z sieci.
Do giełdy należy polska firma MT.GOX POLAND INC. Sp. z o.o. Prezesem tej firmy jest Mark Karpeles, będący także prezesem giełdy. W sierpniu 2015 roku prezesa aresztowano.